# ألبرتو غالان
ألبرتو غالان (بالإسبانية: Alberto Galán)‏ هو ممثل إسباني، ولد في 20 نوفمبر 1901 في كانتابريا في إسبانيا، وتوفي في 5 يناير 1977 في المكسيك.

## وصلات خارجية
- ألبرتو غالان على موقع IMDb (الإنجليزية)
- ألبرتو غالان على موقع أول موفي (الإنجليزية)
- ألبرتو غالان على موقع قاعدة بيانات الأفلام السويدية (السويدية)
- ألبرتو غالان على موقع قاعدة بيانات الفيلم (الإنجليزية)
- ألبرتو غالان على موقع كينوبويسك (الروسية)